# Amphoe Thung Tako
Thung Tako (ทุ่งตะโก) est un district (amphoe) situé dans la province de Chumpon, dans le sud de la Thaïlande.
Le district est divisé en 4 tambon et 35 muban. Il comprenait environ 23 500 habitants en 2005.